# Rubaiyat (Pferd)
Rubaiyat (* 18. April 2017) ist ein Englisches Vollblutpferd.
Züchter ist das Gestüt Karlshof, Besitzer Darius Racing und trainiert wird das Pferd von Henk Grewe.
2019 wurde Rubaiyat als einer der bisher wenigen Zweijährigen zum Galopper des Jahres gekürt. Rubaiyat ist seit 2023 Deckhengst im Gestüt Ohlerweiherhof.

## Rennerfolge
Als Zweijähriger gewann er alle seine vier Rennen, darunter Grupperennen wie den Preis des Winterfavoriten und das Gran Criterium in Mailand. Sein letztes Gruppenrennen gewann er mit dem Premio Ribot im Oktober 2022 in Rom.